# Birgit Nilsson
Birgit Nilsson (właśc. Märta Birgit Svensson; ur. 17 maja 1918 w Västra Karup, zm. 25 grudnia 2005 w Kristianstad) – szwedzka śpiewaczka operowa, uważana za czołową wykonawczynię oper Wagnera w okresie powojennym.
Studiowała w Królewskiej Szkole Operowej w Sztokholmie, w 1944 debiutowała w Operze Królewskiej w Sztokholmie. W 1946 zwróciła na siebie uwagę jako Agata w Wolnym strzelcu Carla Marii Webera i Lady Makbet w Makbecie Giuseppe Verdiego, w przedstawieniach pod dyrekcją Fritza Buscha. W kolejnych latach zyskała status gwiazdy opery skandynawskiej, dzięki m.in. partiom sopranowym w dziełach Wagnera – Wenus w Tannhäuserze, Senty w Holendrze tułaczu, Izoldy w Tristanie i Izoldzie, Brunhildy i Zyglindy w Walkirii.
W 1951 na zaproszenie Fritza Buscha wystąpiła na festiwalu w Glydenbourne; zwróciła wówczas uwagę wielu krytyków partią Elektry w Idomeneo Mozarta. Od tego czasu zyskała sławę światową, występowała w La Scali, Metropolitan Opera, na festiwalu w Bayreuth. Zyskała opinię najwybitniejszej wykonawczyni Wagnera i Straussa w swoim pokoleniu. Do jej najbardziej znanych partii należały rola tytułowa w Elektrze Straussa, Farbiarka w Kobiecie bez cienia tego samego kompozytora, rola tytułowa w Turandot Pucciniego, rola tytułowa w Aidzie Verdiego, role wagnerowskie. W 1975 jedyny raz wystąpiła w Polsce, jako Tosca, w Teatrze Wielkim w Warszawie.
W 1966 została laureatką prestiżowej duńskiej Nagrody Fundacji Muzycznej Léonie Sonning.
Karierę zakończyła jesienią 1984 w Ludwigshafen. Była znana z poczucia humoru, a także jako miłośniczka piwa. Jej mężem był lekarz weterynarii Bertil Niklasson. W 1995 wydała biografię „La Nilsson”. Zmarła w wieku 87 lat w grudniu 2005, oficjalnie o jej śmierci poinformowano 12 stycznia 2006.

## Odznaczenia
Otrzymała liczne odznaczenia, w tym:
- 1968 – Kawaler 1. klasy Orderu Wazów (Szwecja)[1]
- 1973 – Medal „Ingenio et arti” (Dania)[2]
- 1974 – Komandor 1. klasy Orderu Wazów (Szwecja)[1]
- 1975 – Komandor z Gwiazdą Orderu Świętego Olafa (Norwegia)[1]
- 1991 – Komandor Orderu Sztuki i Literatury (Francja)[1]

## Partie operowe - nagrania
| Kompozytor      | Tytuł opery | Partia   | Nagrania na żywo | Nagrania studyjne |
| --------------- | ----------- | -------- | ---------------- | ----------------- |
| Giacomo Puccini | Turandot    | Turandot | 1961             |                   |